# Xã Logan, Quận Butler, Kansas
Xã Logan (tiếng Anh: Logan Township) là một xã thuộc quận Butler, tiểu bang Kansas, Hoa Kỳ. Năm 2010, dân số của xã này là 122 người.